# برادفورد بيشوب
ويليام برادفورد بيشوب الابن (بالإنجليزية: Bradford Bishop)‏ (1 أغسطس 1936) ضابط سابق أمريكي في الخدمة الخارجية الأمريكية وهارب ومطلوب من قبل مكتب التحقيقات الفيدرالي بتهمه قتله خمسة من أفراد عائلته في عام 1976. في 10 أبريل 2014 تم وضع اسمه ضمن قائمة العشرة الأكثر طلبا لمكتب التحقيقات الفدرالي.